# Tunku Abdul Rahman
Tunku Abdul Rahman Putra Al-Haj ibni Almarhum Sultan Abdul Hamid Shah, né le 8 février 1903 à Alor Setar (Kedah) et mort le 6 décembre 1990 à Kuala Lumpur, est un homme politique malaisien. Il est le 1er Premier ministre de 1957 à 1970. Il est connu sous les noms de Bapa Kemerdekaan (le père de l'indépendance), Bapa Malaysia (le père de la Malaise) et surtout the Tunku. Il est également le premier président de la Confédération asiatique de football (AFC) de 1958 à 1976.

## Biographie

### Formation universitaire
À l'âge de 17 ans, Tunku fut lauréat de la bourse de l'État de Kedah, qui lui permettait de poursuivre ses études à Cambridge.
Mais au bout d'un an, il réalisa qu'il faisait peu de progrès. Après un entretien avec son tuteur de l'agence de développement britannique Crown Agents, Mr. Ezekiel, il se vit proposer de se perfectionner auprès d'un précepteur de Cambridge, Basil Atkinson, pour préparer le concours d'entrée à l'université. C'est ainsi que l'année suivante, Tunku fut admis comme étudiant à St Catharine's College, où il obtint sa licence ès Arts (options Droit et Histoire) en 1925.
Après cinq années passées en Angleterre, âgé de 23 ans, il reprit le bateau pour Singapour.

## Vers l'indépendance
Premier ministre de la fédération de Malaisie sous protectorat britannique (1951).
En 1954, Tunku Abdul Rahman mène une délégation à Londres pour chercher l'indépendance du pays, mais son voyage s'est avéré stérile. L'année suivante, la première élection générale fédérale a été tenue, et le parti d'alliance (Perikatan), une coalition d'UMNO, l'association chinoise malaisienne (MCM) et le congrès indien malaisien (MIC) gagnent 51 des 52 sièges. Tunku Abdul Rahman a été élu premier ministre de Malaisie. L'alliance a plus tard été jointe par le congrès indien malais (MIC) en 1955, représentant la communauté indienne. Fort de son succès aux élections de 1955, Tunku Abdul Rahman et David Marshall, chef du gouvernement de Singapour négocient avec la guérilla communiste menée par Chin Peng une reddition. Cette négociation connue sous le nom de "Baling Talks" fut un échec, plus ou moins voulu par Tunku Abdul Rahman.
En 1955, Tunku Abdul Rahman fait un autre voyage à Londres pour négocier l'indépendance malaise, et 31 août 1957 est choisi comme jour de l'indépendance. Quand le drapeau britannique a été abaissé à Kuala Lumpur le jour de l'indépendance, Abdul Rahman a mené la foule en annonçant sept fois « Merdeka ! » (indépendance !).
Il démissionne en 1959 pour se consacrer aux élections législatives malaisiennes de 1959. Son vice-Premier ministre Abdul Razak lui succède et Abdul Rahman est ensuite réélu à l'issue du scrutin,,.
Il présida à la formation de la Malaisie (ou Grande Malaisie). Après les émeutes raciales de 1969, il promulgua en 1970 les Rukun Negara ("principes de l’État") destinés à asseoir l'entente entre communautés et se retira peu après.

### Hommage
Le nom de Tunku Abdul Rahman a été donné au premier sous-marin construit pour la Malaisie par les chantiers français de DCNS et espagnols de Navantia. Ce sous-marin a rejoint la Malaisie durant l'été 2009. Long de 67,5 mètres pour un déplacement d'environ 2 000 tonnes en plongée, ce navire possède un équipage de 31 hommes. Doté de 6 tubes de 533 mm, il peut mettre en œuvre 18 armes (torpilles lourdes Black Shark et missiles antinavires Exocet SM39).